# Брансвік (округ, Вірджинія)
Шаблон:StateAbbr_ 36°46′ пн. ш. 77°52′ зх. д. / 36.76° пн. ш. 77.86° зх. д.
Округ  Брансвік (англ. Brunswick County) — округ (графство) у штаті  Вірджинія, США. Ідентифікатор округу 51025.

## Історія
Округ утворений 1720 року.

## Демографія
За даними перепису 2000 року загальне населення округу становило 18419 осіб, зокрема міського населення було 4437, а сільського — 13982. Серед мешканців округу чоловіків було 9776, а жінок — 8643. В окрузі було 6277 домогосподарств, 4310 родин, які мешкали в 7541 будинках. Середній розмір родини становив 3.
Віковий розподіл населення поданий у таблиці:
| Стать    | До 15 років | 15-21 | 22-29 | 30-39 | 40-49 | 50-65 | 65-85 | Понад 85 |
| -------- | ----------- | ----- | ----- | ----- | ----- | ----- | ----- | -------- |
| Чоловіки | 1581        | 876   | 1301  | 1760  | 1601  | 1561  | 1017  | 79       |
| Жінки    | 1499        | 900   | 717   | 1150  | 1276  | 1518  | 1386  | 197      |

## Суміжні округи
- Динвідді — північ
- Грінсвілл — схід
- Нортгемптон, Північна Кароліна — південь
- Мекленберг — захід
- Луненберг — захід
- Ноттовей — північний захід

## Виноски
1. ↑  U.S. Decennial Census. United States Census Bureau. Архів оригіналу за 26 квітня 2015. Процитовано 1 січня 2014.
2. ↑  Historical Census Browser. University of Virginia Library. Архів оригіналу за 11 серпня 2012. Процитовано 1 січня 2014.
3. ↑  Population of Counties by Decennial Census: 1900 to 1990. United States Census Bureau. Архів оригіналу за 15 грудня 2013. Процитовано 1 січня 2014.
4. ↑  Census 2000 PHC-T-4. Ranking Tables for Counties: 1990 and 2000 (PDF). United States Census Bureau. Архів оригіналу (PDF) за 18 грудня 2014. Процитовано 1 січня 2014.
5. ↑  State & County QuickFacts. United States Census Bureau. Архів оригіналу за 7 липня 2011. Процитовано 1 січня 2014. [Архівовано 2011-08-06 у Wayback Machine.](англ.) Наведено за англійською вікіпедією.
6. ↑  American FactFinder. Бюро перепису населення США. Архів оригіналу за 26 лютого 2012. Процитовано 31 січня 2008. [Архівовано 2008-05-21 у Wayback Machine.]

| США | Це незавершена стаття з географії США. Ви можете допомогти проєкту, виправивши або дописавши її. |